# Mario Ghersetti
Mario José Ghersetti (Tandil, 16 ottobre 1981) è un cestista argentino con cittadinanza italiana.

## Carriera
Inizia la sua carriera cestistica in Argentina, giocando nella stagione 1998-99 per il Peñarol M. d. Plata nel massimo campionato argentino. Passa poi per due stagioni al Central Entrerriano. Successivamente, si trasferisce in Italia nell'annata 2001 venendo ingaggiato dalla Silver Basket Porto Torres. In Sardegna ci rimane per cinque stagioni. Nell'estate 2006 firma per Veroli Basket società di Serie B d'Eccellenza con la società laziale a fine stagione ottiene sul campo la promozione in Legadue. Nell'estate 2008 firma per Vigevano società lombarda militante nella Serie A Dilettanti ottenendo anche a fine stagione la promozione sul campo in Legadue.
Approda alla neonata Basket Brescia Leonessa nell'estate 2010, con la società Biancoblu vi rimarrà per due anni a cavallo tra la Serie A Dilettanti 2010-11 e la stagione di Legadue disputata nella stagione 2011-12. Il 2 agosto del 2012 firma per la Scaligera Basket Verona. Nell'estate 2013 fa ritorno in patria firmando per il Quilmes M. d. Plata.
Nell'estate del 2014 fa ritorno in Italia dopo solamente un anno, firmando in Serie A2 per Ferentino. Il 7 luglio 2015 la Viola Reggio Calabria annuncia con un comunicato ufficiale di aver ingaggiato il giocatore per la stagione 2015/2016, in cui disputerà il campionato di Serie A2. Nel dicembre 2015 lascia dopo nemmeno sei mesi la società calabrese, per firmare con Bergamo Basket 2014 club di A2 dove rimane per due stagioni..
Nel luglio del 2017 viene ingaggiato dalla Pallacanestro Orzinuovi firmando un contratto annuale con la società orceana. Il 30 giugno del 2018 passa alla Pallacanestro Mantovana. Nell'estate successiva complice la partenza di Luca Vencato diventa ufficialmente il nuovo capitano degli Stings. Il 2 giugno 2020, a 38 anni, rinnova con la società Virgiliana per altre due stagioni. Nel luglio 2021 lascia dopo tre anni la società biancorossa, per accasarsi alla Real Sebastiani Rieti.